# Cicer
Cicer L., 1753 è un genere di piante della famiglia delle Fabacee (o Leguminose), unico genere della tribù Cicereae, che comprende un gran numero di specie erbacee e rampicanti, tra le quali il cece, coltivato sin dall'antichità.

## Descrizione
Il genere Cicer comprende erbe annuali o perenni, spesso suffruticose.
Le foglie, sempre composte, possono essere, secondo le specie, paripennate o imparipennate.
I fiori, che presentano la tipica corolla irregolare (papilionacea) delle Leguminose, sono isolati o riuniti in racemi poco numerosi, e possono essere bianchi, gialli, rosa, porporini, bluastri, violetti, a seconda delle specie e con una certa variabilità di colore anche all'interno di ciascuna specie. Alcune specie hanno corolla pubescente.
Il frutto è un legume.

## Distribuzione e habitat
Il genere Cicer è spontaneo nelle regioni calde del Vecchio Mondo, con preferenza per i climi aridi o semiaridi.
Il maggior numero di specie si concentra nell'Asia centrale e occidentale.
In Europa il genere Cicer è spontaneo solo nella penisola balcanica.

## Tassonomia
Da sempre inserito nella famiglia delle Fabacee o Leguminose, il genere Cicer è collocato, all'interno di questa, nella sottofamiglia delle Faboidee. La notevole affinità con il genere Vicia lo faceva collocare tradizionalmente nella tribù delle Vicieae (o Fabeae), ma da qualche decennio la maggior parte degli studiosi preferisce attribuirlo a una tribù a sé stante, le Cicereae.
Il genere Cicer comprende le seguenti specie:
- Cicer acanthophyllum Boriss.
- Cicer anatolicum Alef.
- Cicer arietinum L.
- Cicer atlanticum Maire
- Cicer balcaricum Galushko
- Cicer baldshuanicum (Popov) Lincz.
- Cicer bijugum Rech.f.
- Cicer canariense A.Santos & G.P.Lewis
- Cicer chorassanicum (Bunge) Popov
- Cicer cuneatum A.Rich.
- Cicer echinospermum P.H.Davis
- Cicer fedtschenkoi Lincz.
- Cicer flexuosum Lipsky
- Cicer floribundum Fenzl
- Cicer graecum Boiss.
- Cicer grande (Popov) Korotkova
- Cicer heterophyllum Contand. & al.
- Cicer incanum Korotkova
- Cicer incisum (Willd.) K.Maly
- Cicer isauricum P.H.Davis
- Cicer judaicum Boiss.
- Cicer kermanense Bornm.
- Cicer korshinskyi Lincz.
- Cicer laetum Rassulova & Sharipova
- Cicer luteum Rassulova & Sharipova
- Cicer macracanthum Popov
- Cicer microphyllum Benth.
- Cicer mogoltavicum (Popov) A.S.Korol.
- Cicer montbretii Jaub. & Spach
- Cicer multijugum Maesen
- Cicer nuristanicum Kitam.
- Cicer oxyodon Boiss. & Hohen.
- Cicer paucijugum (Popov) Nevski
- Cicer pinnatifidum Jaub. & Spach
- Cicer pungens Boiss.
- Cicer rasulovae Lincz.
- Cicer rechingeri Podlech
- Cicer reticulatum Ladiz.
- Cicer songaricum DC.
- Cicer spiroceras Jaub. & Spach
- Cicer stapfianum Rech.f.
- Cicer subaphyllum Boiss.
- Cicer tragacanthoides Jaub. & Spach
- Cicer turcicum Toker, J.Berger & Göktürk
- Cicer uludereensis Dönmez
- Cicer yamashitae Kitam.

## Usi
Il genere Cicer è coltivato sin dall'antichità per l'alimentazione umana.
La specie che ha avuto maggior diffusione in coltura è Cicer arietinum, ma sono state coltivate e vengono coltivate ancor oggi, localmente, anche altre specie, per esempio Cicer microphyllum e Cicer incisum.